# Van Teylingen (I)
Van Teylingen was de naam van een adellijk geslacht uit Holland, dat in de middeleeuwen een grote rol speelde in de omgeving van de graven van Holland.

## Van Teylingen tot Teylingen
De oudst bekende, bewezen stamvader van het geslacht is Willem van Teylingen (1198-1244). (Willem had een broer, Dirk Drossaet, die de stamvader was van de heren van Brederode).
Stamvader Willem van Teylingen is degene die het stamslot van de familie liet optrekken: kasteel Teylingen bij Sassenheim. Het oudste gedeelte van het kasteel, de ringmuur, werd gebouwd kort na 1200.
Het geslacht Van Teylingen zag zijn invloed in de grafelijke omgeving in die jaren (vanaf circa 1220) toenemen. Dat ging vaak ten koste van andere adellijke geslachten. Zo verdwenen zowel Dirk van Voorne als Otto van Poortvliet vanaf 1226 definitief uit de grafelijke omgeving. In dezelfde periode lijken de Van Teylingens vanuit hun stamslot bij Sassenheim hun invloedssfeer richting Warmond te hebben uitgebreid. Nadat heer Frank van Warmond was overleden en slechts een erfdochter naliet, maakte Willem van Teylingen handig gebruik van het machtsvacuüm. Hij bouwde een nieuw kasteel binnen de grenzen van het ambacht Warmond (later bekend geworden als 'Dirks Steenhuis') van waaruit hij nieuwe ontginningen leidde in het Warmonderbroek.
Toen Willem van Teylingen in 1244 overleed, werd hij opgevolgd door zijn zoon Dirk van Teylingen. Deze stond aanvankelijk dicht bij graaf Floris V van Holland. Rond 1275 zag Dirk zijn invloed bij de graaf echter afnemen, waarop hij aansluiting zocht bij diens neef Floris van Avesnes. Met name droeg Dirk zijn Warmondse 'Steenhuis' in leen op aan Floris van Avesnes. Graaf Floris wantrouwde dit zeer en joeg de Van Avesnes zijn graafschap uit. Ook werd Dirk van Teylingen uit de grafelijke omgeving verwijderd.  Dirk overleed in 1282, en zijn oudste zoon overleed een paar weken later zonder een mannelijke erfgenaam na te laten, waardoor de hoofdtak van het geslacht Van Teylingen uitstierf. Het stamslot verviel aan de grafelijkheid. Een jongere zoon van Dirk, Jan van Teylingen bleef echter het Warmondse Steenhuis bewonen tot hij in (of kort voor) 1304 kinderloos stierf.
Willem van Teylingens jongere zoon Simon was de vader van Willem van Teylingen (gestorven 1320), die aanwezig was bij de gevangenneming van graaf Floris V van Holland op 23 juni 1296. Hij kon in augustus 1296 uit kasteel Kronenburg ontsnappen, waar de moordenaars van de graaf hun toevlucht hadden gezocht. Hij huwde de dochter van een Utrechtse koopman. Simon bewoonde het kasteel Oud Teylingen, dat in de 13e eeuw door de familie was gebouwd in Warmond.

## Andere takken
Uit latere tijd zijn Teylingens uit andere takken bekend. In de Inscriptiones en Monumenta van Aernout van Buchel staan hun kwartieren op grafzerken en rouwborden afgebeeld. Ook Maria van Malsen, vrouw van Diederik Sonoy, stamde af van een Van Teylingen.

## Familiewapen
Het familiewapen van de familie Van Teylingen geeft een rode, klimmende leeuw weer, met over zijn borst een barensteel met drie hangers. Het gemeentewapen van Teylingen is hierop gebaseerd.